# Герасименко Іван Павлович
Іван Павлович Герасименко (7 червня 1925 — 5 червня 1979) — український педагог, активний учасник «Партизанської іскри», письменник.

## Біографія
Народився 7 червня 1925 року в селі Кримка Первомайського району Миколаївської області в селянській родині. Українець.

### Партизанська іскра
Брав участь в діяльності підпільної молодіжної організації «Партизанська іскра». Був заарештований румунами. Партизанська іскра на чолі з Парфентієм Гречаним здійснила напад на румунську комендатуру і звільнила Івана Герасименка і Дмитра Попика.

### Нацистські концтабори
Коли нацисти вчинили облаву на підозрювальних в підривній діяльності, Івану Герасименко вдалося втекти, переховуючись полями, він вийшов до Дністра, де попав до рук нацистів. Без документів, в чужій для нього місцевості, він не зміг пояснити свого перебування в тих місцях. Разом з іншими затриманими нацистами молодими людьми був відправлений до концтабору «Береза Картузська» на території Білорусі. Робив спроби втекти і звідти. Наслідком цього стало етапування його до «Освенціму».
Почалися скитання по канцтаборах, які продовжувалися до приходу радянських військ. Почувши грім канонади, знову здійснив спробу втекти, був пійманий. Але знову втік, перейшовши лінію фронту.

### Радянські концтабори
Після переходу лінії фронту був заарештований за «зраду батьківщині». Засуджений 06.12.1944 року, звільнений 17.07.1955 року у зв'язку із припиненням справи за пунктом 5 статті КПК РРФСР.

### Повернення на Батьківщину
Повернувшись в Україну до рідної Кримки, Іван Павлович пішов працювати бібліотекарем сільської бібліотеки. У листопаді 1955 року одружився зі вчителькою української мови Галиною Іванівною. Пізніше вступив до Одеського університету на історичний факультет, закінчивши його, працював учителем історії в Кримківській середній школі. Став засновником і до кінця життя був директором музею-меморіалу іскрівців.
Роки в'язниці, тортур, заслання, непосильна робота не могли не позначитися на здоров'ї Івана Павловича. Тривалий час він лікувався в Миколаївському обласному онкологічному диспансері, але, на жаль, хвороба перемогла. 5 червня 1979 року у віці 52 років він пішов з життя. Поховали Івана Павловича Герасименка в селі Кримка, поряд з могилами підпільників-іскрівців, розстріляних в роки Нацистсько-радянської війни.

## Нагороди
В Указі Президії Верховної Ради СРСР від 8 листопада 1958 року «Про нагородження орденами СРСР учасників-підпільників комсомольської організації „Партизанська іскра“, Миколаївській області Української РСР, що діяла в Первомайському районі, в період Великої Вітчизняної війни», йшлося: «За мужність і відвагу, проявлені у боротьбі проти фашистських загарбників, нагородити учасника підпільної організації Герасименко Івана Павловича орденом Червоної Зірки».

## Автор творів
- Герасименко І. П. «Партизанська іскра», Київ, 1967
- Герасименко І. П. «Герої Кримки», Одеса, 1971